# کایلو رن
کایلو رِن (انگلیسی: Kylo Ren) یک شخصیت خیالی در جنگ ستارگان است. او فرزند هان سولو و لیا اورگانا است. رن توسط پیشوای عالی اسنوک با هدف اینکه او همانند پدر بزرگش دارث ویدر شود به طرف نیروی تاریک کشیده می‌شود. او استاد شوالیه‌های رن و همچنین یک فرمانده بود که پس از مدتی پیشوای عالی محفل یکم شد.

## حضور

### نیرو برمی‌خیزد (۲۰۱۵)
کایلو رن ابتدا در جنگ ستارگان: نیرو برمی‌خیزد به عنوان یک فرمانده در محفل یکم، یک رژیم شرور که باقی مانده امپراتوری است، ظاهر می‌شود. او در مأموریتی برای پیدا کردن نقشه محل لوک اسکای‌واکر به جاکو می‌رود. رن خلبانی به نام پو دامرون را دستگیر می‌کند تا نقشه را توسط او به دست آورد اما بعد متوجه می‌شود که او نقشه را به بی‌بی-۸ سپرده‌است تا نقشه را از آنجا دور کند. پو دامرون نیز به کمک یک عضو گارد سرکش به نام فین فرار می‌کند.
رن به همراه سربازهایش به دنبال بی‌بی-۸ در سیاره جاکو می‌گردد. فین به همراه ری که یک زباله گرد در سیاره جاکو بود، بی‌بی-۸ را به کمک میلینیوم فالکون از آن سیاره خارج می‌کنند و سپس آنها با هان سولو و چوباکا که صاحبان اصلی سفینه اند، برمی‌خورند. بعدها آنها به تاکودانا (یک سیاره جنگلی و متعادل بین نیروهای مقاومت و محفل یکم) می‌روند. رن نیز برای تصرف قلعه مازکاناتا در تاکودانا، ری را با حدس اینکه او نقشه را مشاهده کرده به محفل یکم می‌برد و با استفاده از نیرو می‌خواهد اطلاعات ری را به دست بیاورد اما نمی‌تواند؛ چرا که طرف مقابلش یعنی ری دارای نیرو است. او برای درخواست کمک به اتاق اسنوک می‌رود و در همین فاصله زمانی ری فرار می‌کند.
رن با پدرش هان سولو رو به‌رو می‌شود. هان از او می‌خواهد برگردد اما رن نه تنها نمی‌پذیرد بلکه پدرش را نیز می‌کشد.
در لحظات پایانی فیلم ری و رن با هم روبه‌رو می‌شوند و به مبارزه با شمشیر نوری می‌پردازند که در این مبارزه ری صورت رن را زخمی می‌کند ولی این دوئل با ترک خورن زمین و جدا شدن مبارزان از هم، پایان می‌یابد.
ری و دیگران فرار می کنند در حالی که اسنوک به ژنرال هاکس(دامنل گلیسون) دستور می‌دهد پایگاه را تخلیه کرده و رن را برای تکمیل آموزش خود نزد او بیاورد.

### آخرین جدای (۲۰۱۷)
درگیری رن تا نابودی آخرین جدای ادامه می‌یابد، به ویژه از طریق گفتگوهای او با ری، که از طریق نیرو با او ارتباط برقرار می کند. ری از لوک می آموزد که چرا بن سولو به سمت تاریکی روی آورده است: لوک تصویری از چهره شرور بن را دیده بود و برای مدت کوتاهی وسوسه شد که او را در خواب بکشد. هنگامی که بن از دیدن لوک  را با شمشیر نوری دید، از دایی خود روی گردان شد و ظاهراً معبد جدای را ویران کرد. ری معتقد است که هنوز چیزهای خوبی در رن وجود دارد و تصمیم می گیرد او را به سمت روشن برگرداند.
در همین حال، اسنوک به دلیل شکست در شکست ری، مورد انتقاد رن قرار می گیرد و رن سعی می‌کند با هدایت حمله به ستارگان مقاومت اصلی خود را اثبات کند. او پس از احساس حضور مادرش در تخریب آن تردید می‌کند ، اما جنگده‌های محفل یکم عرشه کشتی مقاومت را نابود می‌کنند و تقریباً لیا را می‌کشند. به محض رسیدن ری، رن او را اسیر می‌کند و او را به اسنوک می رساند، قبلا از دستور اسنوک به رن برای کشتن ری، اسنوک را برای محل لوک شکنجه می‌کند. رن به جای اطاعت  از دستور اسنوک از نیرو برای روشن کردن شمشیر لوک در کنار اسنوک استفاده می‌کند و او را از وسط نصف می‌کند و متعاقباً با کمک ری گارد محافظ اسنوک را می‌کشند. پس از کشته شدن نگهبانان، رن هدف خود را برای ایجاد نظمی جدید در کهکشان، جدا از میراث ایجاد شده توسط اسنوک و لوک، به ری نشان می‌دهد و از ری درخواست می‌کند تا به او ملحق شود. او به ری اعتراف می‌کند که والدینش او را رها کرده‌اند، و به او می‌گوید که علی رغم اینکه او هیچ کس نیست که از هیچ جا نمی‌آید، او واقعاً به او اهمیت می‌دهد. ری تردید می‌کند و سپس از پیوستن به او امتناع می‌کند و می فهمد که رن به سمت روشن باز نمی‌گردد. این دو به طور مختصر بر سر شمشیر نوری آناکین با نیرو مجادله کردند، در نتیجه سلاح دو نیم شد و هر دو جنگجو بیهوش شدند.
پس از فرار ری، رن او را به‌عنوان کسی که  اسنوک را ترور کرده معرفی می‌کند، از نیرو برای خفه کردن ژنرال هاکس استفاده می‌کند تا اینکه او رن را به عنوان پیشوای عالی محفل یکم تصدیق می‌کند و به نیروهای خود دستور می‌دهد به پایگاه مقاومت در کرایت حمله کنند. هنگامی که لوک در حین حمله ظاهر می‌شود ، رن به افرادش دستور می‌دهد که به سمت او شلیک کنند ، اما هیچ اثری ندارد. لوک همچنان ایستاده است و فاش می‌کند که او فقط به عنوان یک طرح نیرو حضور دارد، و به عنوان یک عامل حواس پرتی عمل می‌کند تا مقاومت بتواند از دست نیروهای محفل یکم فرار کند. پس از ناپدید شدن لوک، محفل یکم به پایگاه حمله می‌کند ، اما مقاومت قبلاً تخلیه شده است. رن آخرین دیدار را با ری از طریق نیرو به اشتراک می‌گذارد، قبل از اینکه ری دروازه شاهین هزاره‌ای را بکوبد و با مقاومت فرار کند.

### خیزش اسکای‌واکر (۲۰۱۹)
رن یک سال است که به عنوان پیشوای عالی محفل یکم حکومت می‌کند. در ابتدای فیلم، رن به دنبال یک راه یاب سیتی است که او را به سیاره اگزیگل هدایت کند، با این امید که امپراتور زنده شده پالپاتین ( یان مک دیارمید ) را به عنوان نمایشی از قدرت خود بکشد. وقتی رن راه یاب را پیدا می‌کند و وارد اگزیگول می‌شود ، پالپاتین نشان می دهد که او با رن و محفل یکم ارتباط داشته زیرا اسنوک را به عنوان وسیله ای برای کشاندن رن به سمت نیروی تاریکی ایجاد کرده است. پالپاتین از محفل نهایی رونمایی می‌کند، مجموعه ای عظیم از ناوشکن های کلاس ایکسیتون که توسط سیت اینترنال طراحی شده است. پالپاتین به رن پیشنهاد می دهد تا امپراتوری جدید سیت را تشکیل دهد -رن به عنوان امپراتور- به شرط اینکه ری را بکشد.
رن در کهکشان ری را جستجو می‌کند تا با او  ارتباط برقرار کند. ری در جستجوی راه یاب دوم بوده است. رن سعی می‌کند مانع یافتن آن شود. در نهایت، رن به ری اطلاع می‌دهد  که او نوه از پالپاتین است، و علاوه بر این، آنها یک زوج در نیروی با پتانسیل بسیار قدرتمند هستند هنگامی که به یکدیگر متصل شوند. رن بار دیگر از ری می‌خواهد دستش را بگیرد و با هم پالپاتین را سرنگون کنند. ری امتناع می کند، اما رن حاضر نیست او را بکشد و او را تا محل راه یاب دوم  دنبال می‌کند. ملاقات با او در لاشه هواپیمای مرگ دوم، رن راه یاب دوم را از بین می‌برد و با او دوئل می‌کند. این دوئل با پایان دادن ری به رن، که توسط مادر در حال مرگش(لیا اورگانا) از طریق نیرو با او تماس گرفته شده بود حواس رن را پرت می‌شود، خاتمه می‌دهد. ری (که مرگ لیا را نیز احساس می‌کند) از نیرو برای شفای زخم رن استفاده می‌کند و بعد از آن به سمت جنگنده رن می‌رود و از سیاره خارج می‌شود. رن تنها در لاشه هواپیما، با خاطره‌ای از پدرش، هان سولو صحبت می‌کند. او شمشیر نوری خود را دور می اندازد و از مقام خود به عنوان پیشوای عالی صرف نظر می‌کند و هویت قدیمی خود بن سولو را دوباره پس می‌گیرد.
بن با عجله به ری کمک می‌کند تا پالپاتین را در اگزیگول شکست دهد. ری حضور او را حس می‌کند و با استفاده از نیروی نیرو، شمشیر نوری آناکین را به او می‌دهد، که بن از آن برای شکست شوالیه های رن استفاده می‌کند. سپس پالپاتین ارتباط ری و بن را به عنوان یک نیرو در نیرو احساس می‌کند قبل از اینکه بن را در پرتگاه بیندازد انرژی آنها را برای بازیابی قدرت کامل خود جذب می‌کند. با این حال، ری قبل از مرگ با تلاش فراوان موفق می شود پالپاتین را شکست دهد و او را بکشد. بن از پرتگاه بیرون می‌آید و بدن بی حرکت ری را می‌یابد. بن موفق می‌شود تمام ذات زندگی خود را به او منتقل کند و او را با موفقیت زنده می‌کند اما جان خود را در این راه از دست می‌دهد. آنها قبل از اینکه بن در آغوش ری در آرامش بمیرد، بوسه‌ای مشتاق دارند. وقتی بدن مادرش(لیا اورگانا) با نیرو در پایگاه مقاومت یکی می‌شود، بدن او نیز همزمان از بین می‌رود. بن مانند پدربزرگ خود دارث ویدر، در لحظات آخر زندگی خویش، به طرف روشن نیرو پیوست.